# Врсно (Кобарид)
Врсно (словен. Vrsno, итал. Ursina) је насељено место у општини Кобарид, Горишка регија, Словенија.

## Историја
До територијалне реорганизације у Словенији било је у саставу старе општине Толмин.

## Становништво
У попису становништва из 2011. године, Врсно је имало 131 становника.
| Број становника према пописима | Број становника према пописима | Број становника према пописима |
| ------------------------------ | ------------------------------ | ------------------------------ |
| 1991                           | 2002                           | 2011                           |
| 134                            | 143                            | 131                            |

## Галерија
- пејзаж
- родно место словеначког песника и свештеника Симона Грегорчича